# Estació de Salou - Port Aventura
Salou - Port Aventura (antigament Port Aventura) és una estació de ferrocarril propietat d'ADIF situada entre Vila-seca i Salou, a la comarca del Tarragonès. A l'estació hi tenen parada trens de la línia R17 dels serveis regionals i de la línia RT2 de Rodalies de Catalunya, operats per Renfe Operadora.

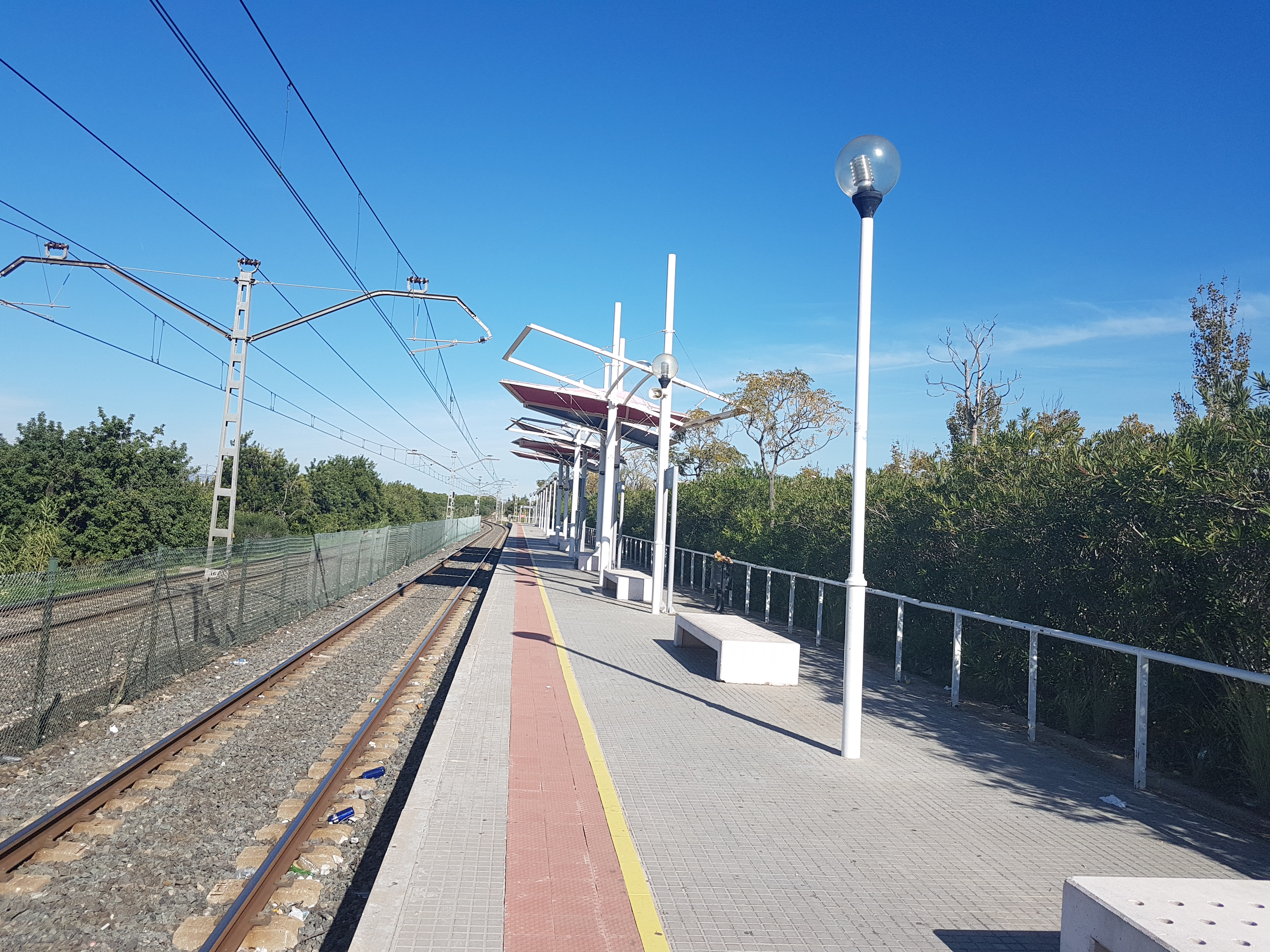
La via de l'estació es bifurca de la via principal

Aquesta estació de l'antiga línia de Tortosa, va entrar en servei a la dècada del 1990, coincidint amb la inauguració del parc, però aquest tram de ferrocarril data del 12 de març de 1865 quan va entrar en servei el tram construït per la Companyia Ferroviària d'Almansa a València i Tarragona (AVT) entre Tarragona i l'Aldea.
El 13 de gener de 2020 es va clausurar el tram de la línia entre Vandellòs i Port Aventura, per l'entrada de la variant del corredor Mediterrani, convertint l'estació en atzucac, perdent no només l'accés directe amb Cambrils, l'Hospitalet de l'Infant, Amposta i Tortosa, sinó també, pràcticament amb tota la xarxa per la necessitat de fer transbordament a l'estació de Tarragona en la majoria de casos, incrementant el temps de viatge, com a mínim, en més de 15 minuts.
L'any 2016 va registrar l'entrada de 123.000 passatgers.

## Serveis ferroviaris
| Procedència/Destinació                     | <        | Línia | >         | Procedència/Destinació                |
| ------------------------------------------ | -------- | ----- | --------- | ------------------------------------- |
| Rodalia del Camp de Tarragona              |          |       |           |                                       |
| terminal                                   | terminal |       | Tarragona | L'Arboç                               |
| Serveis regionals de Rodalies de Catalunya |          |       |           |                                       |
| terminal                                   | terminal |       | Tarragona | Tarragona Barcelona-Estació de França |

## Obres
Amb la clausura de l'antiga estació de Salou el 13 de gener de 2020, Salou - Port Aventura va passar a ser l'única estació del municipi. En ser només un baixador, es va estudiar la construcció d'una estació definitiva amb configuració de terminal (topalls) i amb dues andanes, un nou edifici de viatgers amb zona d'espera, atenció al client, zona de venda de bitllets, un local comercial i lavabos públics; un aparcament de 200 places per a automòbils, 10 de les quals estaran reservades per a persones amb mobilitat reduïda; espai per a motocicletes i bicicletes, àrea d'estacionament de taxis, juntament amb la urbanització dels accessos per l'Av. Joan Fuster i el Passeig del 30 d'Octubre. També es preveu que el futur tren-tramvia del Camp de Tarragona tingui una parada a l'estació.
El 14 de juny de 2021 es va licitar l'execució de les obres de construcció de la nova estació de Salou - Port Aventura i el 3 de desembre de 2021 es van adjudicar. La construcció va començar el 21 d'abril de 2022 i es va estimar un termini d'execució de 24 mesos.
Paral·lelament, el 16 d'octubre de 2021 es va posar en servei una estació provisional, que consistia en un edifici prefabricat amb una zona d'espera climatitzada, màquines d'autovenda i dos lavabos. Tan els accessos a l'estació provisional com els lavabos estaven adaptats per a persones de mobilitat reduïda.
L'estació definitiva es va inaugurar el 19 de juny de 2025 però encara sense concretar l'adaptació de la mateixa al projecte en execució del TramCamp.